# 元長瓦磘庄集會所
23°38′24″N 120°21′31″E / 23.6400947°N 120.3587232°E
元長瓦磘庄集會所，位於臺灣雲林縣元長鄉瓦磘村，列為歷史建築。

## 建築
瓦磘庄集會所是日本政府推動部落振興運動而於1936年建。建物採用昭和時期公共建築慣用的牌樓三段式立面手法，即將主要入口門面和左右二翼、窗扇、屋身到屋頂都是三分割，連外牆都是三種不同之洗石子。元長鄉虎尾溪畔盛產花生。瓦磘庄集會所牌樓處便用當地特產花生為圖騰。

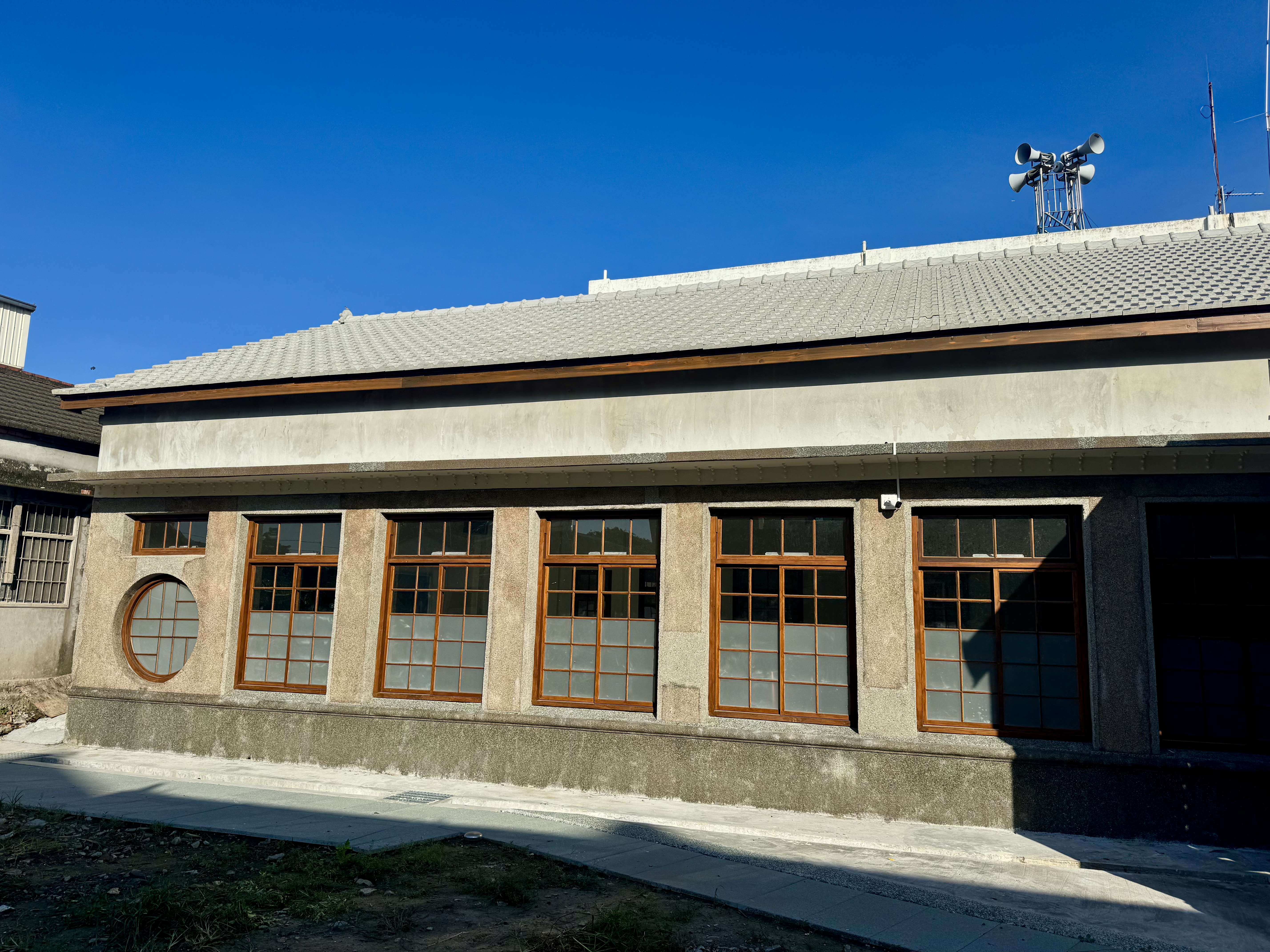
元長瓦磘庄集會所側面

1945年，此建物改作瓦磘社區活動中心，直到1988年因新建社區活動中心改作為瓦磘幼兒托所。2023年8月17日，雲林縣府文觀處宣布元長瓦磘庄集會所等獲中央政府核定補助修復。此次文化部補助新臺幣1939萬7000元、縣府自編597萬3000元。2024年6月25日，舉辦開工典禮。瓦磘村長陳中一表示此地乘載過去地方居民的回憶，未來將把長青食堂由活動中心移至此地，讓長輩吃飯時回憶孩提時期。